# Кравец, Константин Петрович
Константин Петрович Кравец (28 сентября 1928, Степаново, Средне-Волжская область, СССР — 1 июля 2020) — тракторист колхоза имени Жданова Саракташского района Оренбургской области, Герой Социалистического Труда (1968).

## Биография
Родился в 1928 году в селе Степаново Средне-Волжской области (ныне Саракташского района Оренбургской области) в крестьянской семье. По национальности украинец.
Окончил начальную школу, в 15 лет трудоустроился в колхоз имени Жданова Саракташского района Чкаловской области. В 1946—1948 годах служил в армии, после демобилизации много лет работал трактористом в колхозе имени Жданова. На тракторе «К-700» вспахал более тысячи гектаров пашни, выполнял нормативы на 140 процентов.
Указом Президиума Верховного Совета СССР от 29 ноября 1968 года «за успехи, достигнутые в увеличении производства и заготовок зерна» удостоен звания Героя Социалистического Труда с вручением ордена Ленина и медали «Серп и Молот».
В конце 1980-х годов вышел на заслуженный отдых.
Почётный гражданин Саракташского района (2000). Неоднократно избирался депутатом Оренбургского областного Совета народных депутатов, членом обкома и райкома КПСС. Награждён орденом Ленина (29.11.1968), медалью «За трудовую доблесть» (1966), другими медалями, а также медалями ВДНХ СССР.
Константин Петрович Кравец умер в июле 2020 года (объявлено о кончине).